# وشنام ميرغل
وشنام ميرغل (بالفارسية: وشنام میرگل) هي قرية تقع في البلدة المركزية في إيران. يقدر عدد سكانها بـ 220 نسمة بحسب إحصاء 2016.